# ديفيد كارتر (جراح)
ديفيد كارتر (بالإنجليزية: David Carter)‏ هو جراح بريطاني، ولد في 1 سبتمبر 1940.